# Ilsede
 Ilsede ist eine Gemeinde mit 21.469 Einwohnern (Stand 31. Dezember 2024) im Landkreis Peine in Niedersachsen. Die Gemeinde Ilsede ist im Südkreis Peine ein Grundzentrum für Wohnen, Handel und Gewerbe.

## Geografie

### Geografische Lage
Die Gemeinde Ilsede liegt in der Ilseder Lößbörde, einem Teilraum der Braunschweig-Hildesheimer Lößbörde mit sehr guten Schwarzerde-Lößböden, die Grundlage für eine intensive landwirtschaftliche Nutzung der Region sind. Höchster Punkt der Gemeinde ist mit 109 m über NHN der Lahberg, auf dem ein Bismarckturm steht.

### Gemeindegliederung
Die Gemeinde Ilsede ist eine Einheitsgemeinde und besteht aus folgenden Ortsteilen:
- Adenstedt
- Bülten
- Gadenstedt
- Groß Bülten
- Groß Ilsede
- Groß Lafferde
- Klein Ilsede
- Münstedt
- Oberg
- Ölsburg
- Solschen

### Nachbargemeinden
Die Nachbargemeinden von Ilsede sind:
|                                    | Peine                                       |          |
| Hohenhameln                        | Kompassrose, die auf Nachbargemeinden zeigt | Vechelde |
| Schellerten (Landkreis Hildesheim) | Söhlde (Landkreis Hildesheim)               | Lengede  |

### Klima
Ilsede liegt innerhalb der gemäßigten Breiten im Übergangsbereich zwischen ozeanisch und kontinental geprägten Gebieten.

Niederschlagsmittelwerte in der Gemeinde Ilsede 1961–1990 (Ortsteil Groß Bülten)

## Geschichte
Im Gebiet der Gemeinde Ilsede findet man die am besten zugänglichen Grabhügel im Südwestbereich des Bültener Holzes. Sie liegen von dem Weg, der von Groß Bülten nach Rosenthal führt, nur wenige Schritte in den Wald entfernt. Ein kleiner Waldweg führt direkt zu dem alten Grabfeld. Obwohl auf den Grabhügeln inzwischen zum Teil mächtige Bäume gewachsen sind, sind die Grabstellen noch gut zu erkennen.
Am Waldrand weist ein Findling mit der Aufschrift „Gräberfeld der Bronzezeit, ca. 1000 v. Chr.“ auf den historischen Friedhof hin. Die Fundstelle gehört mit zwei weiteren im Heers (das ist das benachbarte, nordwestlich anschließende Waldstück) und im Gräwig (nordöstlich der Ortschaft Klein Ilsede) zu den geschützten archäologischen Kulturdenkmälern im Landkreis Peine.
Während der Hexenverfolgungen gerieten von 1564 bis 1621 aus dem Gebiet der Gemeinde Ilsede 22 Menschen in Hexenprozesse, davon 17 aus Gadenstedt (neun Menschen wurden verbrannt, vier starben unter der Folter). Aus Groß Ilsede wurden drei Menschen verbrannt und eine Frau aus Lafferde starb unter der Folter. Das Schicksal eines Mädchens aus Lahstedt ist unbekannt.
Die Betriebsaufnahme der Ilseder Hütte im Jahr 1858 begründete für die Ilseder Region einen neuen, den industriellen Abschnitt seiner Geschichte. Bis dahin waren die Gemeinden dieses Gebietes rein ländlich bestimmt. Von nun an prägten Eisenerzbergbau und Hochofenbetrieb Arbeitswelt und Wirtschaft. Dennoch blieb die Landwirtschaft ein wichtiger Wirtschaftsfaktor.
Die Gemeinde Ilsede besteht seit dem 1. Februar 1971. Noch vor der Gebietsreform in Niedersachsen schlossen sich die Gemeinden Bülten, Groß Bülten, Groß Ilsede, Klein Ilsede, Ölsburg und Solschen durch Eigeninitiative zur neugeschaffenen Einheitsgemeinde Ilsede zusammen. Die bis zu diesem Zeitpunkt selbstständigen Gemeinden wurden durch die vielen Gemeinsamkeiten bezüglich Eisenerzbergbau und der Ilseder Hütte bereits vor dem Zusammenschluss weitgehend als zusammengehörig betrachtet.
Im Jahr 2006 war Ilsede Ausrichter des Kulturfestes Tag der Braunschweigischen Landschaft.
Am 10. Juli 2014 beschlossen die Ratsmitglieder beider Gemeinden den bereits 1971 angedachten, aber damals nicht verwirklichten Zusammenschluss der Gemeinden Ilsede und Lahstedt. Als Name der neuen Gemeinde wurde ebenfalls Ilsede festgelegt. Seit dem 1. Januar 2015 umfasst die neue Gemeinde Ilsede also die Gebiete und Ortsteile der ehemaligen Gemeinden Ilsede und Lahstedt. Adenstedt, Gadenstedt, Groß Lafferde, Münstedt und Oberg sind somit seither Ortsteile der Gemeinde Ilsede. Die Gemeindefläche erhöhte sich durch die Fusion von 28,45 km² (Stand 2014) auf 72,09 km² und die Einwohnerzahl von 11.366 (Stand 30. September 2014). auf 21.308 (Stand 1. Januar 2015).

## Politik

### Gemeinderat
Der Rat der Gemeinde Ilsede bestand in der ersten Wahlperiode nach der Fusion (2015–2021) aus 38 Ratsfrauen und Ratsherren. Die festgelegte Anzahl für eine Gemeinde mit einer Einwohnerzahl zwischen 20.001 und 25.000 Einwohnern liegt bei 34. Für die erste Wahlperiode nach der Fusion war eine Erhöhung um 2, 4 oder 6 möglich. Die 38 Ratsmitglieder wurden nach der Fusion durch eine vorgezogene Kommunalwahl am 12. April 2015 gewählt. Seit der Kommunalwahl 2021 besteht der Rat aus 34 Ratsmitgliedern.
Stimm- und sitzberechtigt im Rat der Gemeinde ist außerdem der hauptamtliche Bürgermeister
Die Gemeinderatswahl 2021 ergab die folgende Sitzverteilung:
- SPD: 11 Sitze
- CDU: 10 Sitze
- FBI: 3 Sitze
- Grüne: 3 Sitze
- FW-PB[Anmerkung 1]: 4 Sitze
- FDP: 1 Sitz
- Die Linke: 1 Sitz
- dieBasis: 1 Sitz

### Bürgermeister
Am 26. April 2015 wurde Otto-Heinz Fründt (SPD) als erster Bürgermeister der "neuen" Gemeinde Ilsede gewählt. Seit 12. September 2021 ist Nils Neuhäuser genannt Holtbrügge Bürgermeister der Gemeinde Ilsede. Er setzte sich im ersten Wahlgang, mit der absoluten Mehrheit von 50,41 %, gegen Rainer Apel (SPD, 38,78 %) und Brigitte Betensted (Grüne, 10,81 %), durch.
Bisherige Bürgermeister
- 1971–1996: Otto Heinz Ohlendorf (SPD)
- 1996–1997: Hans-Jörg Noack (SPD)
- 1997–2006: Werner Otte (parteilos)
- 2006–2014: Wilfried Brandes (SPD)
- 2015–2021: Otto-Heinz Fründt (SPD)
- seit 2021: Nils Neuhäuser genannt Holtbrügge (parteiunabhängig)[10]

### Neues Wappen (ab 2015)
Die Gemeinde Ilsede hat sich nach der Fusion mit der Gemeinde Lahstedt ein neues Wappen gegeben. Das neue Wappen ist offiziell mit Verabschiedung der Hauptsatzung am 10. Dezember 2015 durch den Gemeinderat in Kraft getreten.
| Wappen von Ilsede | Blasonierung: „In Rot ein silberner Wellenbalken; oben ein schreitender goldener, blau bewehrter und gezungter Löwe; unten schräg gekreuzt ein silberner Schlägel und ein silbernes Eisen; begleitet rechts von einer goldenen Pflugschar und links von einem goldenen sechsspeichigen Sonnenrad.“ |
| Wappen von Ilsede | Wappenbegründung: Der abgebildete Löwe verweist auf die langjährige Zugehörigkeit großer Teile der Gemeinde zum Herrschaftsbereich der Welfen und später des Herzogtums Braunschweig-Lüneburg. Die sogenannte Tingierung des Löwen, Gold auf Rot, zeige, dass auch das Bistum Hildesheim bis 1802 in Teilen der Region herrschte. Die Betriebsaufnahme der Ilseder Hütte erfolgte im Jahr 1858, von da an prägten Eisenerzbergbau und Hochofenbetrieb Arbeitswelt und Wirtschaft. Als Symbol des Bergbaus fanden daher Schlägel und Eisen einen zentralen Platz im Wappen. Dennoch blieb die Landwirtschaft bis heute ein wichtiger Wirtschaftsfaktor. Dafür steht stellvertretend die goldene Pflugschar. Das Sonnen- und Jahresrad ist als Glücks- und Heilsymbol an zahlreichen geschnitzten Holzbalken von Bauernhäusern in vielen Ortschaften zu finden und stellt eine bauliche Besonderheit in der Region dar. Die Fuhse verbindet einen Großteil der Ortschaften der Gemeinde und findet sich als Symbol der neuen Einheit als silberner Wellenbalken im Wappen wieder. |

### Altes Wappen (1971 bis 2015)
Der Entwurf des alten Wappens von Ilsede stammt von dem in Gadenstedt geborenen und später in Hannover lebenden Heraldiker und Grafiker Alfred Brecht, der auch die Wappen von Bantorf, Barrigsen, Egestorf und vielen anderen Ortschaften im Landkreis Hannover entworfen hat. Der Rat der Gemeinde Ilsede beschloss das Wappen am 15. Juli 1971, und der hildesheimische Regierungspräsident genehmigte es am 21. September 1971.
| Wappen von Ilsede | Blasonierung: „Im Zinnenschnitt Rot : Gold geteilt; oben ein schreitender goldener Löwe und unten eine rote Pflugschar, belegt mit goldenem Hüttenzeichen (Schlägel und Eisen gekreuzt).“ |
| Wappen von Ilsede | Wappenbegründung: Durch die Verbindung mit der Ilseder Hütte ist der Name Ilsede weit über die engere Heimat hinaus bekannt geworden. Dadurch haben die Berghämmer einen Platz im Ilseder Wappen gefunden, denn die Hüttenindustrie und der Eisenbergbau (hier ist speziell der in Bülten, einem Ilseder Ortsteil, betriebene gemeint) gehören zusammen. Auch waren die Berghämmer schon in den Wappen der jetzigen Ilseder Gemeindeteile Groß Ilsede, Bülten und Ölsburg enthalten. Sie liegen golden auf einer roten Pflugschar, dem Symbol der Landwirtschaft, im unteren, goldenen Feld des durch Zinnenschnitt geteilten Wappens. In der oberen, roten Hälfte schreitet der goldene welfische Löwe. Ilsede lag im Grenzgebiet des welfischen und des bischöflich-hildesheimischen Machtbereichs. Das spiegelt sich im Wappen der alten Gemeinde Ilsede wider, das den Braunschweiger Löwen enthält, aber ganz in den hildesheimischen Farben gehalten ist (weil das Fürstbistum als Territorialmacht dort bis 1802 herrschte). Der Zinnenschnitt ist eine symbolisierte Darstellung der im Ölsburger Wappen enthaltenen Burg. |

### Städtepartnerschaften
- Asse in Belgien, seit 1976
- Luckau in Brandenburg, seit 1990

## Kultur und Sehenswürdigkeiten

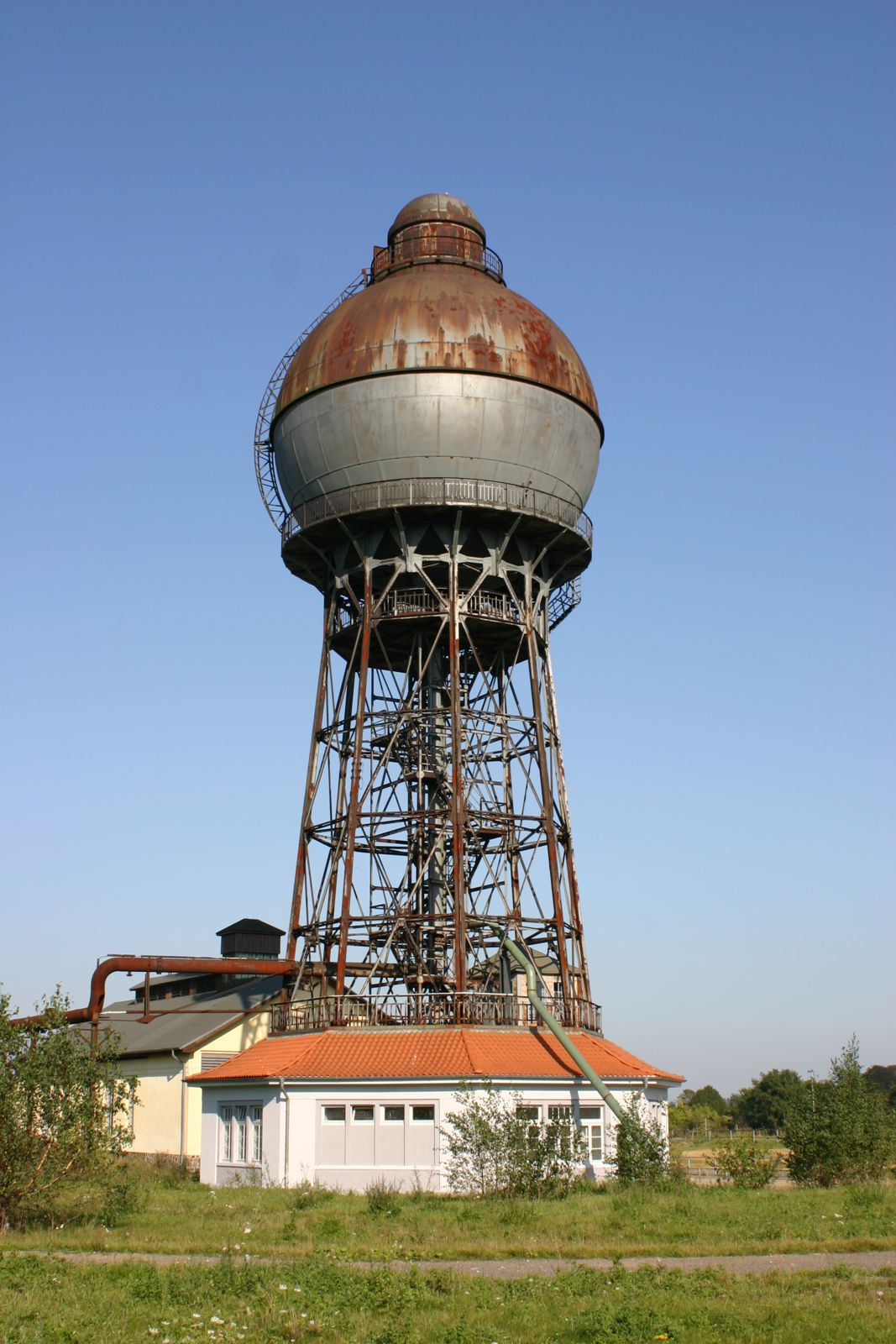
Kugelwasserturm der Ilseder Hütte

### Sehenswürdigkeiten
- Auflandeteich Groß Bülten-Adenstedt
- Bismarckturm Oberg
- Wasserturm Groß Lafferde
- Alte Kapelle in Bülten aus dem 15. Jahrhundert
- Gelände der Ilseder Hütte mit der Gebläsehalle Ilsede von 1904 und dem Kugelwasserturm von 1921

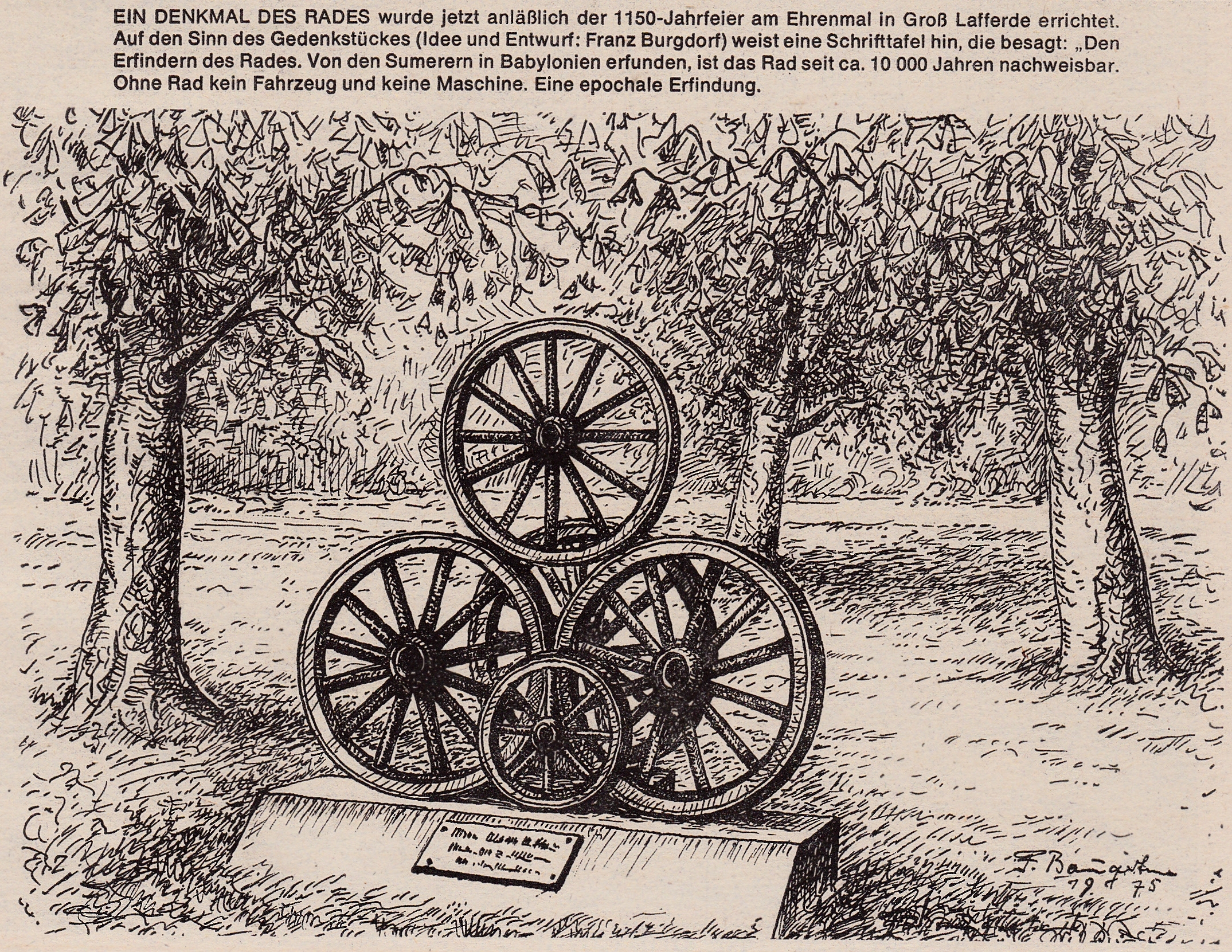
Denkmal zur Erfindung des Rades
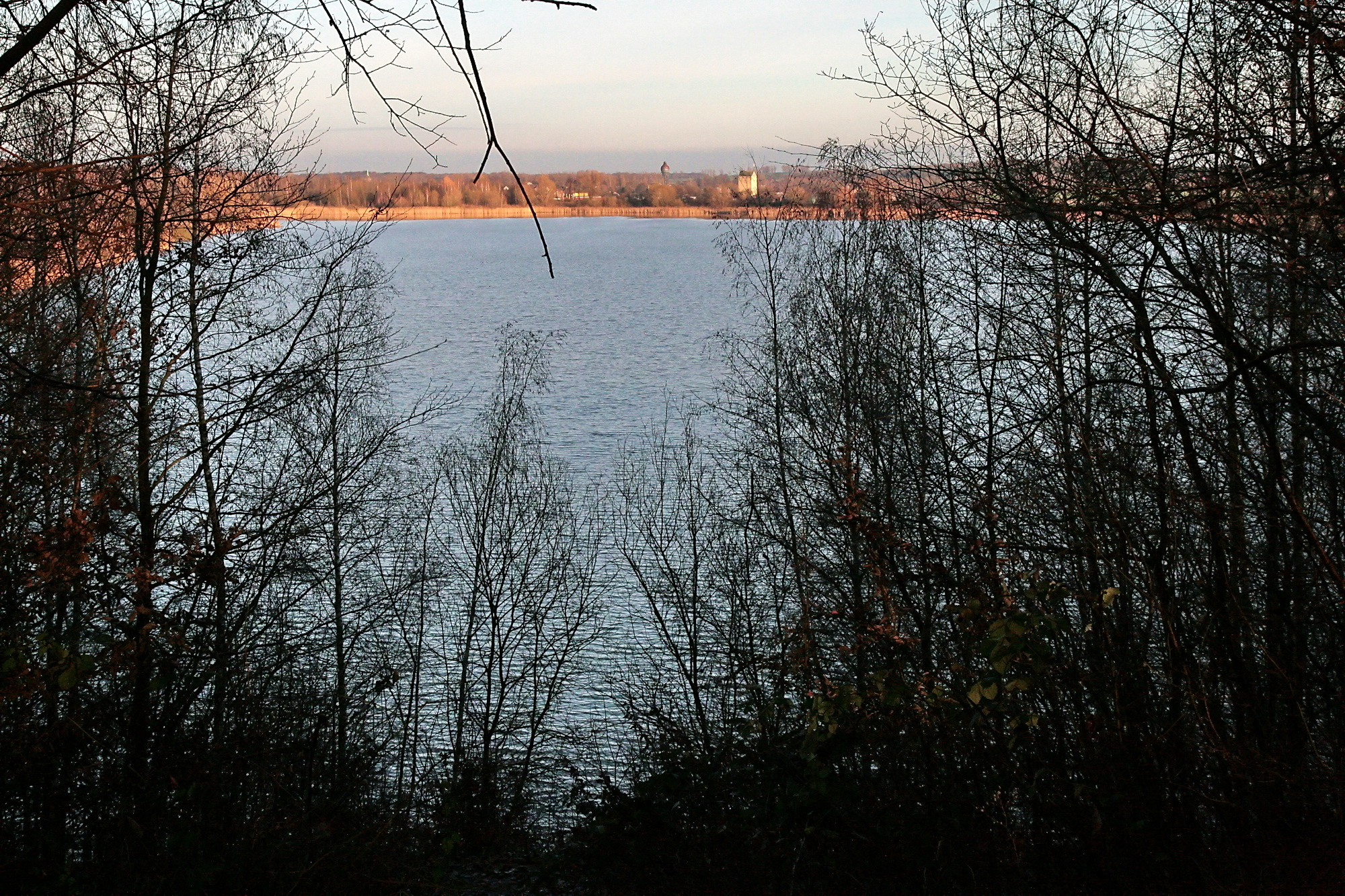
Auflandeteich aus Sicht Adenstedt
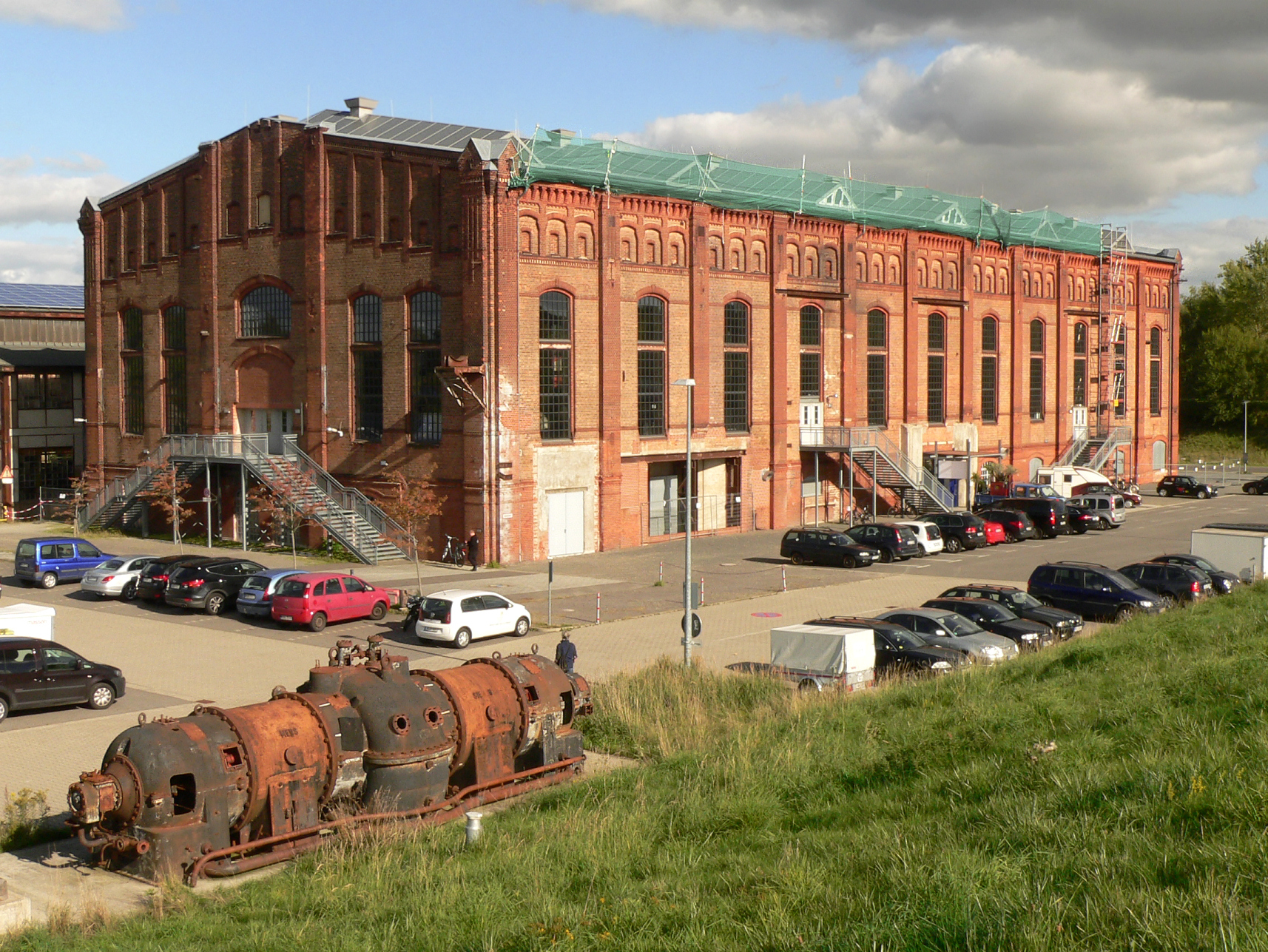
Die Gebläsehalle der ehemaligen Ilseder Hütte
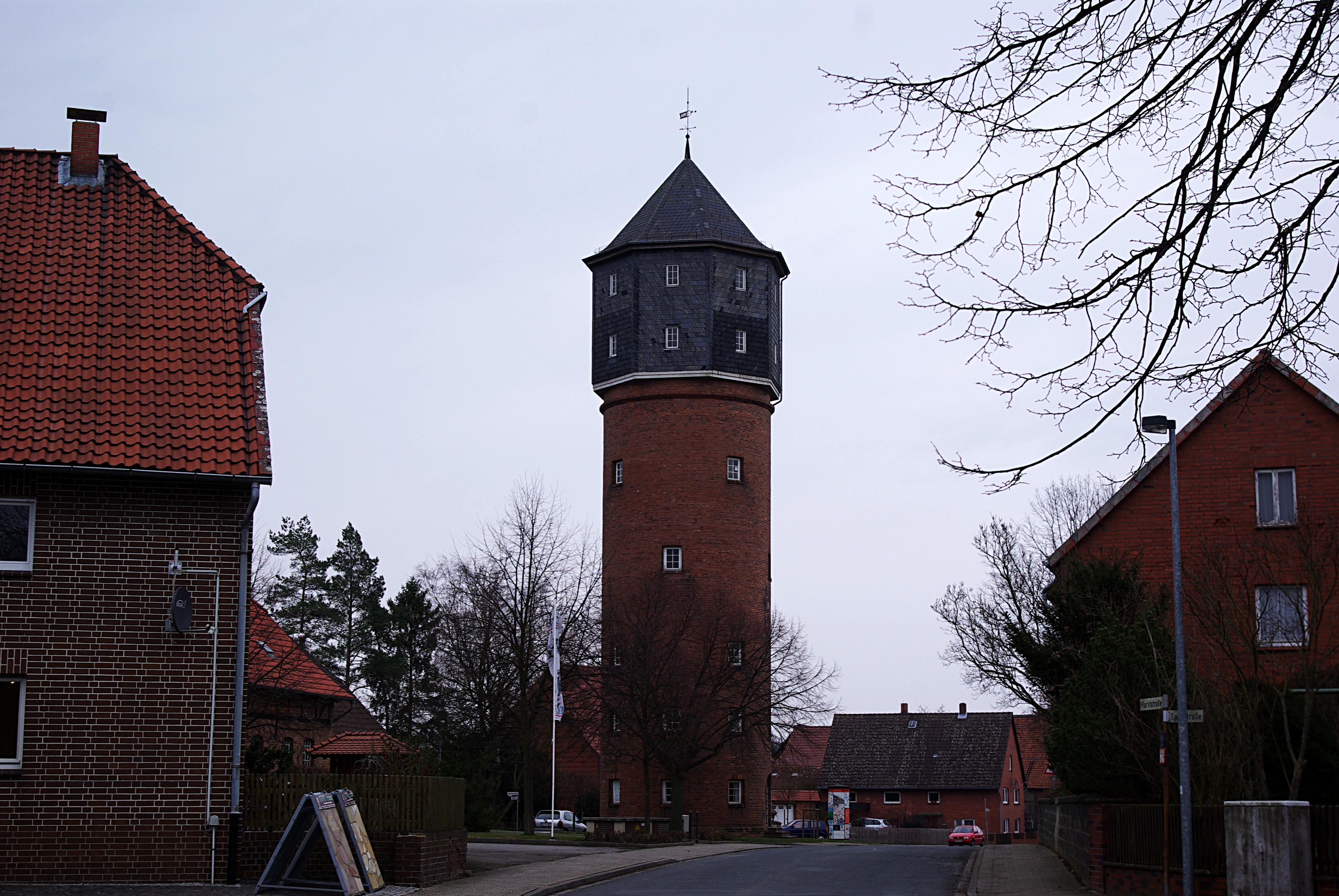
Wasserturm Groß Lafferde

### Regelmäßige Veranstaltungen
- Lafferder Markt, einer der größten Krammärkte Norddeutschlands, der seit 1787 in Groß Lafferde veranstaltet wird. Er findet jedes Jahr am letzten Mittwoch des Septembers und dem darauf folgenden Donnerstag statt.
- Volksfest Groß Lafferde, jedes Jahr am zweiten Wochenende im Juli, freitags Kranzniederlegung am Ehrenmal, samstags 14.00 Uhr Eröffnung am historischen Wahrzeichen Wasserturm mit anschließendem Festumzug und dem traditionellen sonntäglichen Zeltgottesdienst um 10.30 Uhr und anschließendem Königsfrühstück ab 11.00 Uhr.
- In Ilsede fand alljährlich das Ilseder Löwenfest (abgesetzt) statt, das danach unter dem Namen Ilseder Weinfest (ebenfalls abgesetzt) in Groß Ilsede gefeiert wurde.
- Jedes Jahr findet, wie in allen anderen Orten der Gemeinde, ein Schützenfest statt. So findet das Groß Ilseder Volksfest (Schützenfest) am zweiten Juni-Wochenende statt; das in Ölsburg am Wochenende um den ersten Sonntag im August.
- Die Gemeinde Ilsede hat im Jahr 2018 zum 2. mal das Ilseder Kultur und Gemeindefest Ilseder Sommernacht ausgerichtet.

## Wirtschaft und Infrastruktur

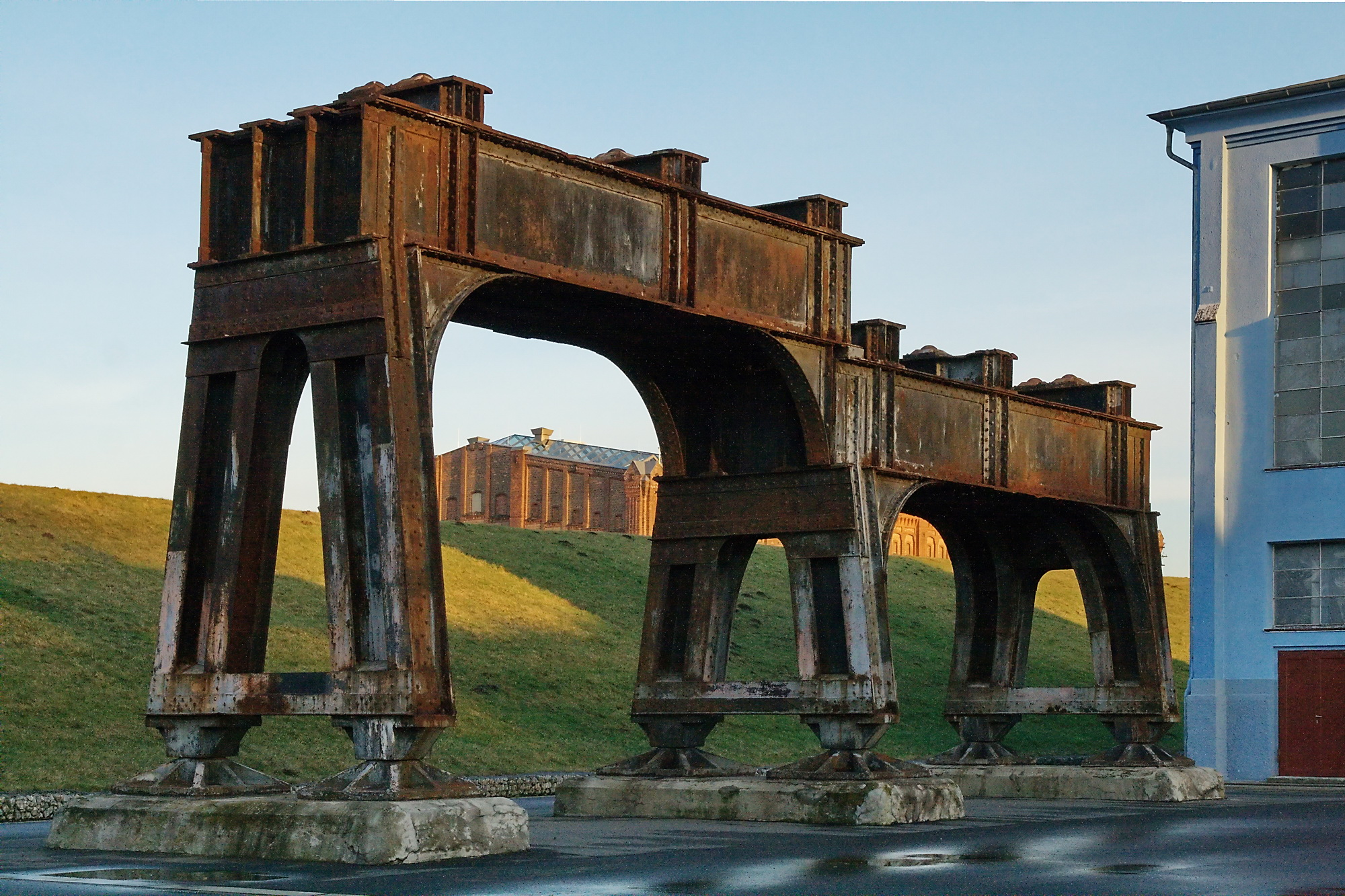
Industriepark Ilseder Hütte

### Ansässige Unternehmen
Die Wirtschaft ist nach dem Weggang des Bergbaus zusammengebrochen, viele Menschen waren arbeitslos und so mussten sich viele Arbeit bei der Volkswagen AG in Wolfsburg und Salzgitter oder bei der Salzgitter AG suchen. In den Jahren nach der Schließung von Bergbau und Ilseder Hütte haben sich wenige Unternehmen auf dem Hüttenareal angesiedelt. Im Norden der Ortschaft Groß Ilsede hat sich ein Gewerbegebiet mit Unternehmen angesiedelt. Viele der Arbeitnehmer sind Pendler.
Im Gemeindezentrum (Groß Ilsede-Ölsburg) haben sich verschiedene Discounter und Supermärkte niedergelassen.

### Verkehr
Durch den Ortsteil Groß Lafferde verläuft die Bundesstraße 1. Von ihr zweigt dort die Bundesstraße 444 nach Peine ab, die Gadenstedt berührt und Groß Ilsede sowie Klein Ilsede durchquert. Die Landesstraße 413 durchquert den westlichen Teil des Gemeindegebiets mit den Ortsteilen Adenstedt, Groß Solschen und Klein Solschen.
Durch die Gemeinde verläuft die dem Güterverkehr dienende Eisenbahnstrecke Peine - Lengede-Broistedt. 
Busverbindungen bestehen u. a. nach Peine, Hohenhameln und Mehrum.

### Bildung
- Gymnasium Groß Ilsede
- Realschule Ilsede in Groß Ilsede

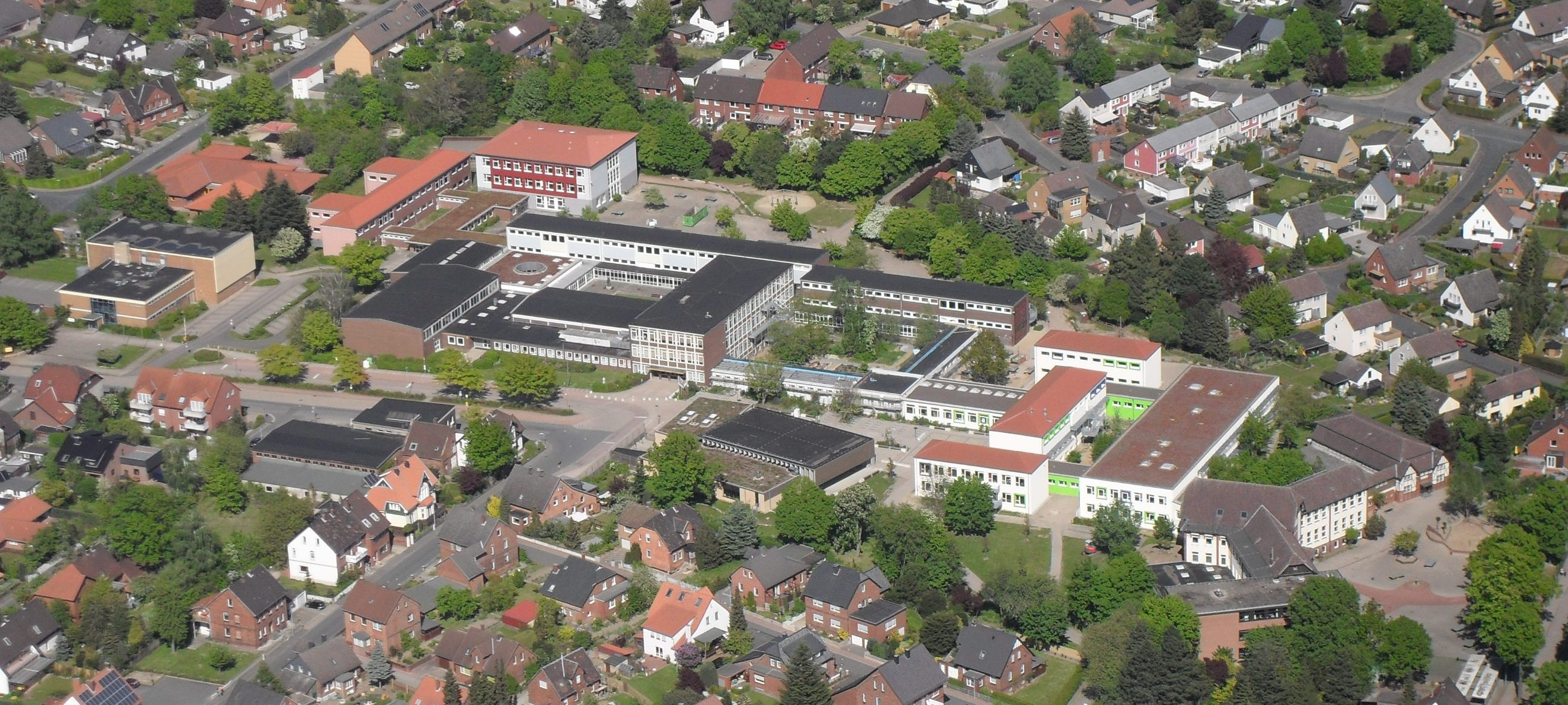
Luftbild des Schulzentrums in Groß Ilsede

- Grund- und Hauptschule Groß Ilsede
- Grundschule Gadenstedt mit Außenstelle in Adenstedt
- Johann-Peter-Hundeiker-Schule, Grundschule in Groß Lafferde
- Offene Ganztagsschule Grundschule Oberg
- Grundschule Löwenburg Ilsede in Ölsburg
- Astrid-Lindgren-Schule in Groß Ilsede, Förderschule mit Schwerpunkt geistige Entwicklung
- Janusz-Korczak-Schule in Groß Ilsede, Förderschule mit Schwerpunkt Lernen
- Schule Ilseder Hütte in Groß Ilsede, Förderschule für emotionale und soziale Entwicklung
- Der Schulzweig Gesamtschule ist in der Gemeinde Lengede

### Medien
Die Ilseder Nachrichten vom Gleitz-Verlag erscheinen alle 14 Tage kostenlos für jeden Ilseder Haushalt. Außerdem ist die Peiner Allgemeine Zeitung in Konkurrenz zu den Peiner Nachrichten im gesamten Landkreis Peine vertreten.

## Persönlichkeiten

### Söhne und Töchter der Stadt

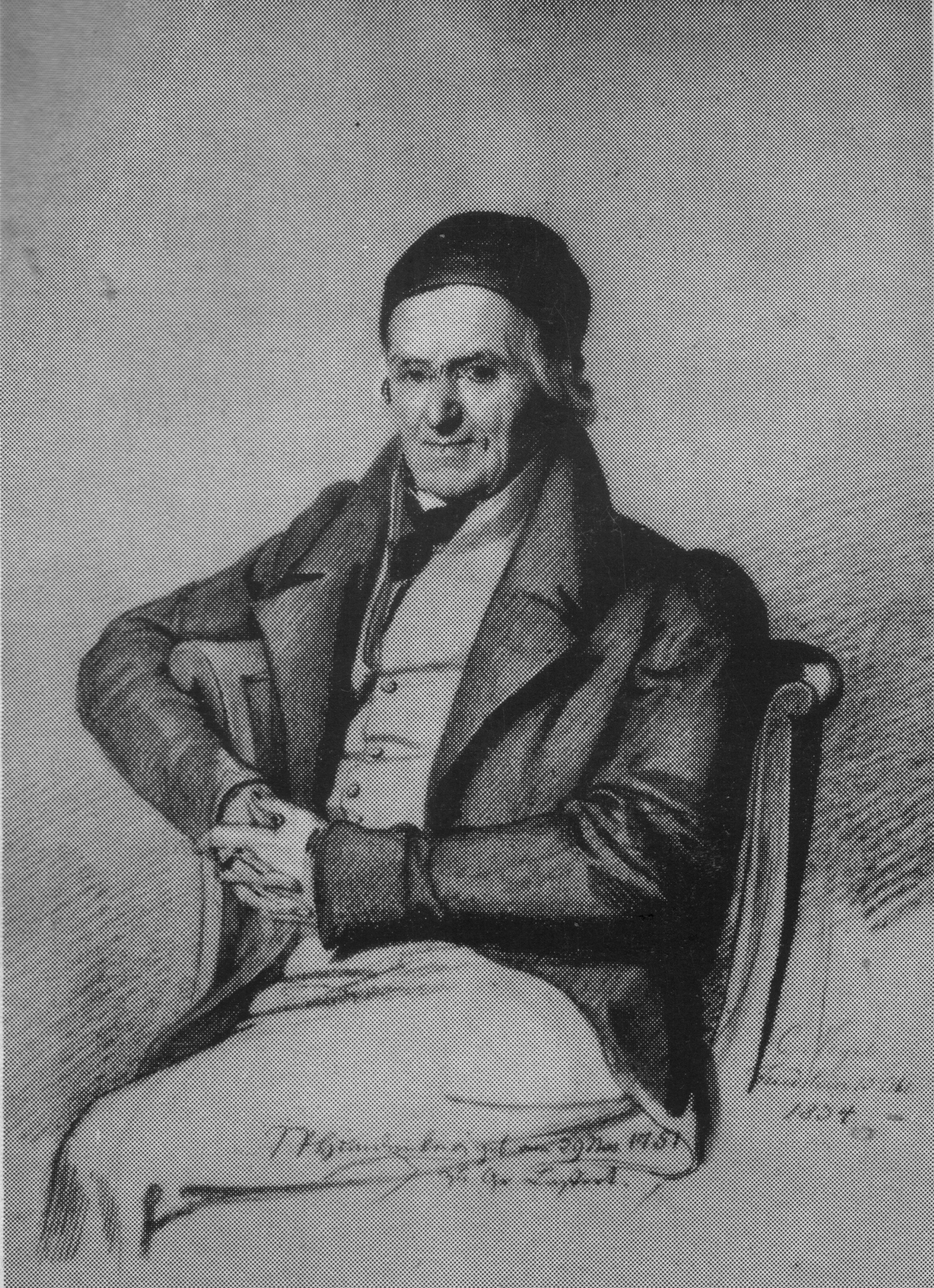
Johann Peter Hundeiker

- Erkanbald (vor 982–1021), Abt von Fulda und Erzbischof von Mainz, geboren vermutlich in Ölsburg
- Joachim Vinzelberg, Pfarrer in Münstedt (1654) und Kirchenlieddichter
- Ernst Christoph Böttcher (1697–1766), Kaufmann und Gründer des königlichen Schullehrerseminars und Mäzen, geboren in Groß Lafferde
- Johann Peter Hundeiker (1751–1836), Pädagoge und herzoglich braunschweigischer Schulrat, geboren in Groß Lafferde
- Julius Hundeiker (1784–1854), lutherischer Geistlicher und Romanautor, geboren in Groß Lafferde
- Wilhelm Theodor Hundeiker (1786–1828), Pädagoge und Philologe, geboren in Groß Lafferde
- Fritz Behrens (1836–1920), Industrieller und Philanthrop, geboren in Groß Lafferde
- Friedrich Cramm (1874–1942), Landwirt, Politiker (DVP) und Reichstagsabgeordneter, geboren in Groß Lafferde
- Wilhelm Kleemann (1885–1956), Pädagoge, Politiker (SPD) und Senator in Bremen, geboren in Groß Lafferde
- Paul Steegemann (1894–1956), Verleger, geboren in Groß Lafferde
- Bruno Brandes (1910–1985), Politiker (CDU)
- Wilhelm Baumgarten (1913–1996), Politiker (SPD), geboren in Groß Lafferde
- Will Brandes (1928–1990), Schlagersänger, geboren in Münstedt
- Gerhard Ahrens (1932–2024), Fußballspieler, geboren in Oberg
- Dieter Warzecha (1934–2005), Künstler, lebte und arbeitete in Groß Ilsede
- Klaus G. Troitzsch (* 1946), Soziologe, geboren in Oberg
- Hartmut Möllring (* 1951), Politiker (CDU), geboren in Groß Ilsede
- Annette Sabban (1953–2019), Linguistin, Professorin an der Universität Hildesheim, geboren in Klein Bülten
- Uwe Schrader (* 1954), Regisseur und Professor für künstlerischen Film an der Universität Hildesheim, geboren in Groß Bülten
- Erwin Skamrahl (* 1958), Leichtathlet und Olympiateilnehmer, geboren in Oberg

### Persönlichkeiten, die mit der Stadt in Verbindung stehen
- Friedrich Brandis (1775–1854), lutherischer Theologe, Konsistorialrat und Generalsuperintendent
- Luise Rosendorf (1821–1890), Kochbuchautorin
- Ewald Hecker (Unternehmer) (1879–1954), Aufsichtsratsvorsitzender der Ilseder Hütte und SS-Brigadeführer
- Wolfgang Marzahn (1911–1988), lutherischer Theologe und Autor
- Rosemarie Tinius (* 1945), Kauffrau, Lehrerin in Ilsede (1970–1994), Politikerin (SPD)
- Caren Miosga (* 1969), seit 2007 Moderatorin der Tagesthemen, aufgewachsen in Groß Ilsede
- Herma Auguste Wittstock (* 1977), Performance-Künstlerin, aufgewachsen in Ölsburg
- Thorsten Margis (* 1989), Bobsportler, aufgewachsen in Adenstedt und Abitur in Groß Ilsede[15]